# Lasa
Pour les articles homonymes, voir Lasa (homonymie) et Laas.
Lasa (en allemand : Laas ; nom archaïque (vers 1143) : Las) est une commune italienne d'environ 4 000 habitants située dans la province autonome de Bolzano dans la région du Trentin-Haut-Adige dans le nord-est de l'Italie.

## Administration
| Période                                  | Période | Identité | Étiquette | Qualité |
| ---------------------------------------- | ------- | -------- | --------- | ------- |
|                                          |         |          |           |         |
| Les données manquantes sont à compléter. |         |          |           |         |

### Hameaux
Alliz, Oris, Tanas, Cengles

### Communes limitrophes
Les communes limitrophes sont  Malles Venosta, Martello, Prato allo Stelvio, Silandro, Sluderno et Stelvio.